# ماركو كورهونين
ماركو كورهونين (بالفنلندية: Marko Korhonen)‏ (و. 1969  م) هو رياضي، ولاعب جودو فنلندي، ولد في كايآني، شارك في الألعاب الأولمبية الصيفية 1992.

## روابط خارجية
- ماركو كورهونين على موقع JudoInside.com (الإنجليزية)
- ماركو كورهونين على موقع أوليمبيديا (الإنجليزية)